# Les Douze Travaux d'Hercule (film, 1910)
Pour les articles homonymes, voir Les douze travaux d'Hercule.
Pour plus de détails, voir Fiche technique et Distribution.
Les Douze Travaux d'Hercule est un court-métrage d'animation français réalisé par Émile Cohl et sorti en 1910. Il utilise la technique de l'animation en papier découpé et s'inspire du théâtre de marionnettes. Aux États-Unis, il paraît sous le titre Hercules and the Big Stick, le 21 juin 1910. Inspiré de la mythologie grecque, le court-métrage montre les douze travaux d'Hercule.

## Synopsis
Le film montre les douze travaux d'Hercule sous forme de personnages de papier découpé inspirés par le théâtre de marionnettes. Les personnages sont dessinés en noir et blanc dans des graphismes inspirés par la céramique grecque antique.
Hercule fait d'abord face au lion de Némée, qu'il finit par écraser sous son poids.
Il vainc ensuite l'hydre de Lerne en fauchant ses têtes avec sa massue. Il capture la biche de Cérynie en se dissimulant dans un buisson fleuri dont elle s'approche pour brouter, puis en sautant sur son dos.

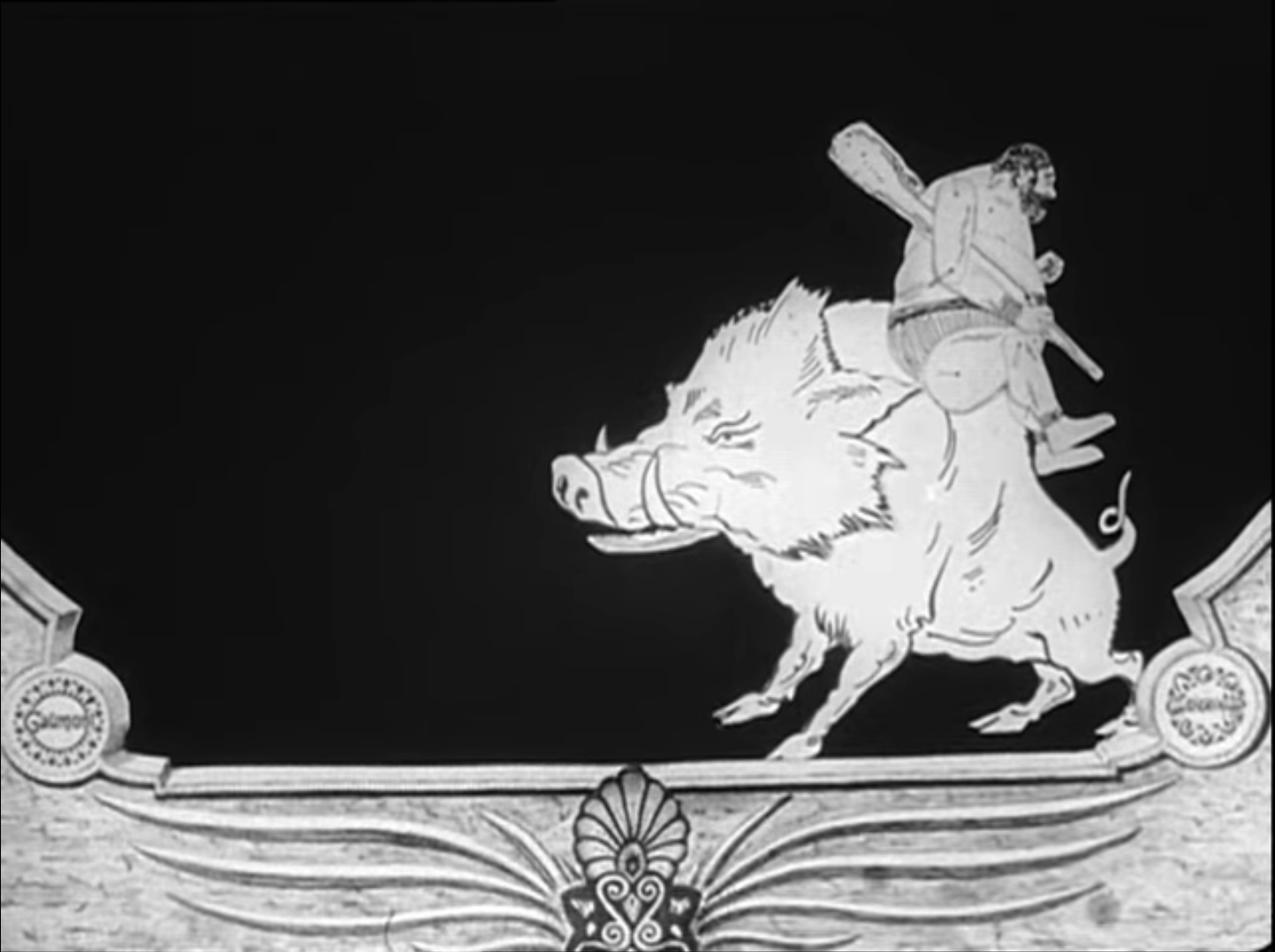
Hercule s'est assis sur un rocher qui s'avère être le sanglier d'Erymanthe.

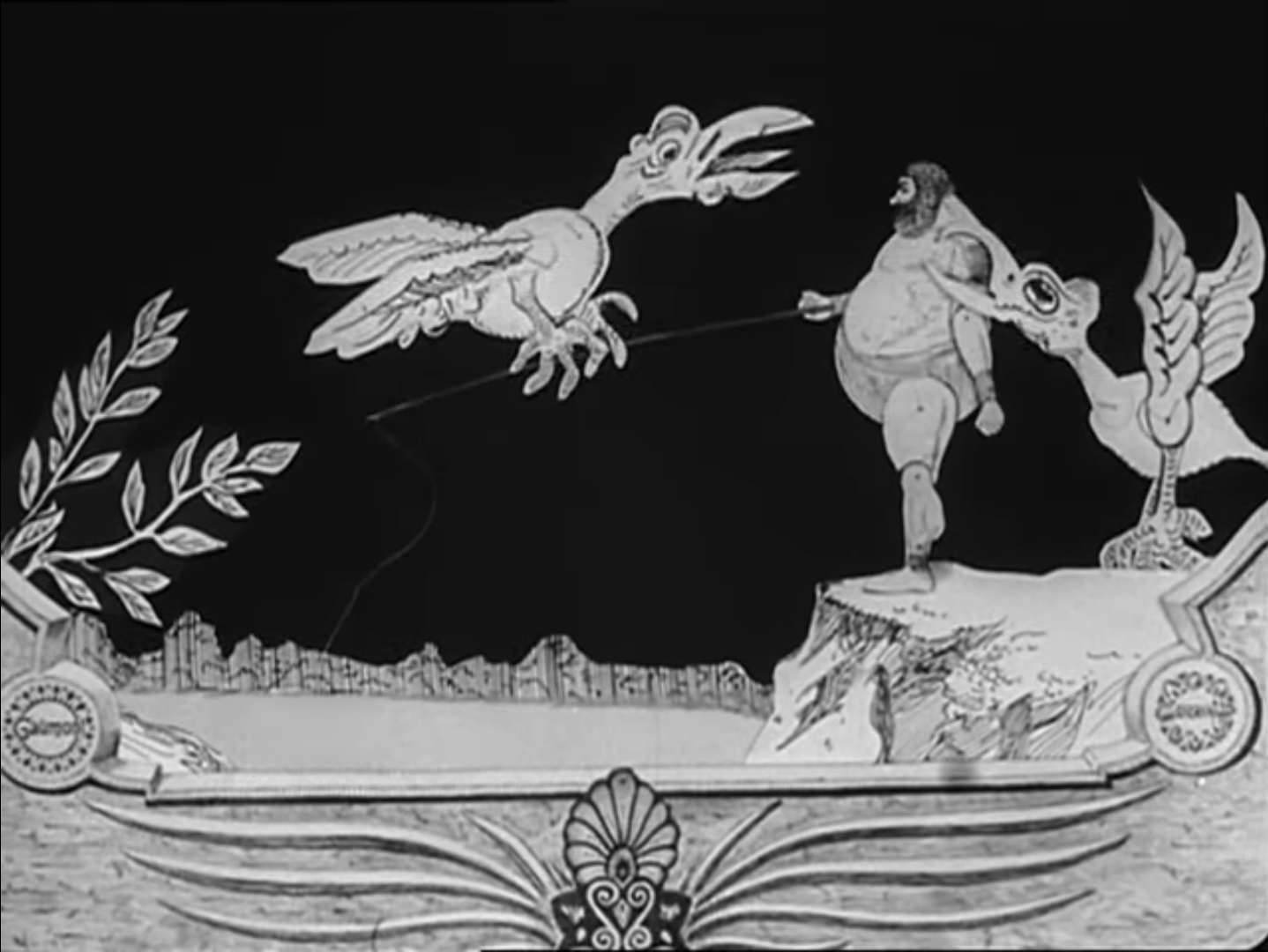
Hercule et les oiseaux du lac de Stymphale.

Hercule fume alors sa pipe assis sur un rocher qui se met à bouger : c'est le sanglier d'Érymanthe, qu'Hercule finit par arriver à décapiter.
Hercule se rend alors au lac Stymphale pour pêcher, mais les hideux oiseaux du lac lui volent ses poissons : il triomphe d'eux en leur arrachant les pattes.
Hercule doit ensuite nettoyer les écuries d'Augias : il s'adresse à un dieu-fleuve qui verse de l'eau de sa jarre pour créer un cours d'eau qui lave les écuries.
Hercule se repose, mais il est attaqué par le taureau de Minos, qu'il affronte à la manière d'une corrida avant de le vaincre finalement à mains nues.
Chez Diomède le Thrace, Hercule admire les cavales carnivores : Diomède essaie de le pousser dans leur gueule, mais Hercule l'attrape et c'est Diomède qui finit dévoré par ses propres cavales.
Pour dérober la ceinture d'Hyppolyte (sic, pour Hippolyte), Hercule se dissimule sur le bas-côté pour contempler le passage de l'armée des Amazones, puis il sort pour l'affronter : à l'issue de la bataille, la reine remet sa ceinture au héros.
Hercule affronte ensuite "le géant Géryon", dont le haut du corps est triple (trois torses, trois têtes, etc.) : il le bat à mains nues.
Hercule doit ensuite aller dérober les pommes d'or du jardin des Hespérides : transporté jusqu'au jardin par un œuf et muni d'un panier, il reçoit sur ses épaules la voûte céleste à porter tandis que la main d'Atlas fait tomber les pommes dans le panier à l'aide d'un bâton. Hercule est alors soulagé de la voûte céleste et repart dans son panier.
Hercule doit enfin faire face à Cerbère, le chien à trois têtes qui garde l'entrée des Enfers (montrés sous la forme de l'entrée d'une caverne d'où sortent des flammes) : le héros capture le monstre à l'aide d'une corde et l'emmène, puis revient aux Enfers, y entre et en sort accompagné d'une femme qu'il emmène à son tour.

## Fiche technique
- Titre : Les Douze Travaux d'Hercule
- Réalisation : Émile Cohl
- Société de production et de distribution : Société des Établissements L. Gaumont
- Pays de production : France
- Format : Muet - Noir et blanc - 1,33:1 - 35 mm
- Métrage : 154 m
- Durée : environ 7 minutes
- Genre : Péplum
- Date de sortie : 
  - France : 1910

## Distribution
- Maurice Vinot
- Alice Tissot